# L'ottava confessione
L'ottava confessione (The 8th Confession) è l'ottavo romanzo poliziesco dello scrittore statunitense James Patterson della serie di libri con protagonista Lindsay Boxer, detective della polizia di San Francisco. Il ciclo che ha come personaggio principale il detective Boxer, verrà ribattezzato le donne del Club Omicidi proprio dal nome del club fondato dal detective Boxer e dalle sue amiche. In questo ottavo romanzo i traduttori italiani hanno ritenuto di omologarsi nuovamente al titolo originale, riprendendo la serie progressiva dei numeri interrotta in alcuni romanzi precedenti. I titoli in inglese riportano i numeri sequenziali da 1 a 10. Nella traduzione italiana questa scelta non è stata del tutto accettata, tanto che il 4º, il 5º, il 9º ed il 10º libro riportano in italiano titoli diversi dall'originale.

## Trama
Un vecchio scuolabus esplode in piena città a San Francisco, era stato trasformato in laboratorio di produzione di metanfetamina, nello scoppio sono morte dieci persone. Lindsay ed il collega Rich Conklin iniziano a seguire il caso ma vengono distolti da una misteriosa sequenza di omicidi che vede coinvolti giovani esponenti del jet set. Il caso di un barbone ucciso in strada sembra talmente poco importante che solo l'amica giornalista Cindy se ne occupa. Intanto l'altra amica Yuki è alle prese con l'ennesimo processo senza fortuna. Le vite private delle quattro amiche invece sembrano iniziare ad assumere contorni felicemente rosei e passionali.